# Cavanagh

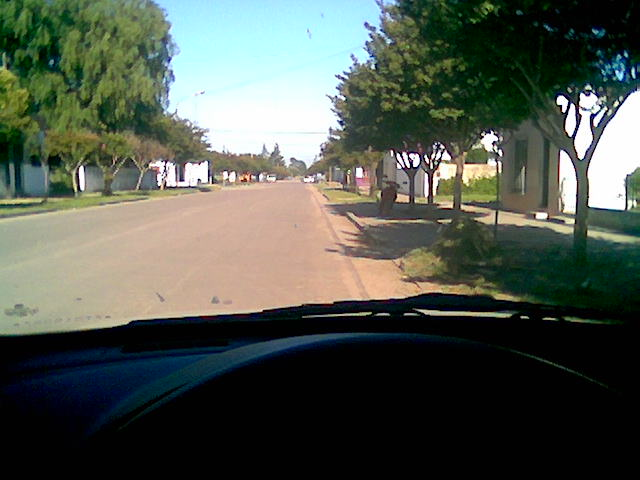
Uma das vias do município

Cavanagh é um município da província de Córdova, na Argentina.